# Piaroa
El piaroa (també anomenada Guagua ~ Kuakua ~ Quaqua, Adole ~ Ature, Wo’tiheh. Autoglotònim De'aruwã thiwene) és una llengua indígena que pertany a la família lingüística de les llengües salibanes parlada a Colòmbia i Veneçuela pels piaroes.. Loukotka (1968) informa que es parla al llarg del riu Sipapo, el riu Orinoco i el riu Ventuari.
La llengua wirö (comunament anomenada maco) n'està estretament relacionada, formant la branca piaroiana de la família.

## Utilització
El piaroa és una llengua en perill d’extinció, però gràcies a la forta identitat ètnica de la seva gent, es conserva molt bé. A Veneçuela és reconegut per l'article 4 de la Llei de llengües indígenes de 2008 als Estats d'Amazones i Bolívar. El parlen aproximadament 13.000 persones a Veneçuela el 2012, principalment a la riba sud de l'Orinoco i el riu Paguasa a Manapiare al Estat d'Amazones i a Estat de Bolívar. A Colòmbia, tenia 770 parlants el 2012 al municipi de Santa Rita (Vichada), entre els rius Vichada i Guaviare al departament de Vichada. Els seus parlants també utilitzen el maquiritari, el yabarana i el castellà.

## Fonologia
|                  |                  | Bilabial | Dental | Alveolar | Palatal | Velar | Velar | Glotal |
| nor.             | lab.             | Bilabial | Dental | Alveolar | Palatal |       |       | Glotal |
| ---------------- | ---------------- | -------- | ------ | -------- | ------- | ----- | ----- | ------ |
| Oclusiva         | Plana            | p        | t      |          |         | k     | kʷ    | ʔ      |
| Oclusiva         | Aspirada         | pʰ~ɸ     | tʰ     |          |         | kʰ    | kʰʷ   | hˣ     |
| Oclusiva         | Ejectiva         | pʼ       | tʼ     |          |         | kʼ    | kʷʼ   |        |
| Oclusiva         | Glotal           | ˀb       | ˀd     |          |         |       |       |        |
| Africada         | Plana            |          |        |          | t͡ʃ~t͡s   |       |       |        |
| Africada         | Aspirada         |          |        | t͡sʰ      |         |       |       |        |
| Africada         | Ejectiva         |          |        | t͡sʼ      |         |       |       |        |
| Fricativa        | Fricativa        |          |        | s        |         |       |       |        |
| Nasal            | Nasal            | m        |        | n        |         |       |       |        |
| Bategant/Lateral | Bategant/Lateral |          |        | ɾ        | ʎ       |       |       |        |
| Aproximant       | Aproximant       | w        |        |          | j~dʲ    |       |       |        |

|         | Frontal | Central | Posterior |
| ------- | ------- | ------- | --------- |
| Tancada | i       | ɨ       | u ɯ       |
| Mitjana | e       |         | ɤ~o       |
| Oberta  | æ       |         | ɑ~ɒ       |